# Arthur Ranc
Arthur Ranc (Poitiers, 20 febbraio 1831 – Parigi, 10 aprile 1908) è stato un giornalista e politico francese.
Repubblicano radicale, per breve tempo fece parte del Consiglio della Comune di Parigi. Fu poi deputato e senatore della III Repubblica.

## Biografia
Studiò diritto a Parigi e nel dicembre del 1851 si oppose sulle barricate al colpo di Stato di Luigi Bonaparte. Già condannato a un anno di carcere, fu ancora condannato nel 1854 alla deportazione in Algeria, ma evase e si rifugiò prima in Italia e poi in Svizzera.
Rientrato a Parigi a seguito dell'amnistia del 1859, collaborò al giornale repubblicano Le Réveil di Charles Delescluze e a La Rue di Jules Vallès. Subì nuove ammende e condanne al carcere per « istigazione alla guerra civile ».
Alla proclamazione della Repubblica, nel settembre 1870, fu eletto sindaco del IX arrondissement di Parigi e durante l'assedio della capitale fu con Léon Gambetta nella delegazione governativa a Tours. L'8 febbraio 1871 fu eletto all'Assemblea Nazionale ma diede le dimissioni il 2 marzo per protesta contro la firma dei preliminari di pace con la Germania. Il 26 marzo fu eletto al Consiglio della Comune, ma diede le dimissioni il 6 aprile per protesta contro il decreto sugli ostaggi.
Membro della Ligue d'union républicaine des droits de Paris, fu tra quei « conciliatori » che cercarono un accordo tra Versailles e la Comune. Dopo la Settimana di sangue e la caduta della Comune non fu disturbato, e si presentò alle lezioni municipali del 30 luglio, ma di fronte agli attacchi della stampa di Versailles fuggì in Svizzera, mentre la corte marziale lo condannava a morte in contumacia nell'ottobre del 1873.
Tornò in Francia con l'amnistia del 1879 e fu eletto deputato repubblicano alle elezioni del 4 settembre 1881, e divenne anche presidente del Consiglio dei ministri, opponendosi alla separazione tra Stato e Chiesa. Non fu rieletto nel 1885. Si oppose al boulangismo, fondando con Georges Clemenceau e Jules Joffrin la Société des Droits de l'Homme et du Citoyen.
Nel 1891 fu eletto senatore e nel 1892 divenne il primo presidente della Sinistra Democratica, il più antico gruppo parlamentare francese, mantenendo la carica fino al 1893, quando gli succedette Émile Combes. Non rieletto nelle elezioni del 1900, riuscì a farsi rieleggere come senatore della Corsica il 15 febbraio 1903, e nel 1905, quando Clemenceau fu nominato presidente del Consiglio, gli succedette nella direzione del quotidiano L'Aurore.